# 法律学全集
法律学全集（ほうりつがくぜんしゅう）とは、法律書の出版を主力業務とする出版社である有斐閣が、1957年（昭和32年）に創業80周年を記念して刊行を始めた法学書の全集である。

## 概要
有斐閣の創業80周年である1957年（昭和32年）に刊行が始まり、1986年（昭和61年）に別巻である総索引の発行を以って完結した。編集顧問は我妻栄、横田喜三郎、宮沢俊義が、編集委員は鈴木竹雄、田中二郎、兼子一、石井照久がそれぞれ務めている。各分野をそれぞれ当代きっての法学者が執筆しているために、多くの大学で教科書として採用されたり、司法試験受験のための基本書とされたりしたものも多い。当初は全60巻からなる上製箱入りで出版されていたが、これは書籍の厚さを揃えるために行政組織法と公務員法、事務管理・不当利得と不法行為といった記述量の少ない近接した分野のものを合冊したためであり、改訂版が出版されるときにはほぼ全てこれらを分けた形で出版されることになった。そのため、2009年（平成21年）現在では全体の冊数は60冊を超えている。法令の改正、判例、学説、社会情勢の変化を受けて全巻が完結するより前に改訂版の出版が始められており、一部は2000年（平成12年）ころまで改訂が続けられていた。本全集は、当初はほとんどの巻が1人の学者により執筆されていたが、当初の執筆者が高齢になり作業が困難になったものについては、弟子に当たる学者が作業に参加している。当初の執筆者が故人になった後に、その弟子に当たる学者だけで改訂が続けられているものもある。改定されていないものでも版を重ねているものが多かったが、一部には入手が困難になったものもあった。しかし有斐閣が2001年（平成13年）10月にオン・デマンド出版を開始するにあたって、本全集のうち絶版となっていたほぼ全ての書目をオン・デマンド出版の対象としたため、ほとんどの書目はいずれかの形で入手が可能である。2011年7月には全タイトル（全88巻、188冊）の紙面のPDFファイルが収録されたDVD-ROMが発売され、旧版との対照も容易にできるようになった。

## 収録書目
| 番号 | 書目                                     | 著者                       | 初版刊行年月日 | 改訂版刊行年月日                                                                | オンデマンド出版（元版）            | ISBNコード                                         |
| ---- | ---------------------------------------- | -------------------------- | -------------- | ------------------------------------------------------------------------------- | ----------------------------------- | -------------------------------------------------- |
| 1    | 法哲学概論                               | 加藤新平                   | 1976年2月28日  | －                                                                              | 1994年7月30日新版13刷               | ISBN 4-641-00501-X オンデマンド ISBN 4-641-90527-4 |
| 2    | 法学概論                                 | 我妻栄                     | 1974年6月30日  | －                                                                              | 1994年7月20日初版17刷               | ISBN 4-641-00502-8 オンデマンド ISBN 4-641-90191-0 |
| 3    | 憲法I―統治の機構―                        | 清宮四郎                   | 1957年9月30日  | 新版1971年11月5日 3版1979年6月30日                                              | 1994年7月30日3版18刷                | ISBN 4-641-00703-9 オンデマンド ISBN 4-641-90184-8 |
| 4    | 憲法II―基本的人権―                       | 宮沢俊義                   | 1959年6月30日  | 新版1971年12月5日                                                               | 1994年7月30日新版再版23刷           | ISBN 4-641-00504-4 オンデマンド ISBN 4-641-90185-6 |
| 5-1  | 国会法                                   | 黒田覚                     | 1958年1月30日  | －                                                                              | 1958年1月30日初版1刷                | ISBN 4-641-00505-2 オンデマンド ISBN 4-641-90368-9 |
| 5-2  | 選挙法                                   | 林田和博                   | 1958年1月30日  | －                                                                              | 1958年1月30日初版1刷                | ISBN 4-641-62625-1 オンデマンド ISBN 4-641-90528-2 |
| 6    | 行政法総論                               | 田中二郎                   | 1957年3月30日  | －                                                                              | 1994年7月30日初版39刷               | ISBN 4-641-00506-0 オンデマンド ISBN 4-641-90369-7 |
| 7-1  | 行政組織法                               | 佐藤功                     | 1958年12月25日 | 新版1979年11月25日 新版増補1994年7月                                            | 1994年7月30日新版増補5刷            | ISBN 4-641-00707-1 オンデマンド ISBN 4-641-90370-0 |
| 7-2  | 公務員法                                 | 鵜飼信成                   | 1958年12月25日 | 新版1980年6月15日                                                               | 1994年7月30日新版初版7刷            | ISBN 4-641-00770-5 オンデマンド ISBN 4-641-90371-9 |
| 8    | 地方自治法                               | 俵静夫                     | 1965年5月30日  | －                                                                              | －                                  | ISBN 4-641-00508-7                                 |
| 9-1  | 国家補償法                               | 今村成和                   | 1957年9月20日  | －                                                                              | 1957年9月20日初版1刷                | ISBN 4-641-62604-9 オンデマンド ISBN 4-641-90513-4 |
| 9-2  | 行政争訟法                               | 雄川一郎                   | 1957年9月20日  | －                                                                              | 1957年9月20日初版1刷                | ISBN 4-641-00509-5 オンデマンド ISBN 4-641-90104-X |
| 10   | 財政法                                   | 杉村章三郎                 | 1959年5月30日  | 新版1982年7月15日                                                               | 1994年7月30日新版初版5刷            | ISBN 4-641-00710-1 オンデマンド ISBN 4-641-90372-7 |
| 11   | 租税法                                   | 田中二郎                   | 1968年2月28日  | 新版1981年8月 3版1990年1月                                                      | 1994年7月30日3版2刷                 | ISBN 4-641-00711-X オンデマンド ISBN 4-641-90147-3 |
| 12-1 | 警察法                                   | 田上穣治                   | 1958年5月10日  | 増補版1978年5月10日 新版1983年12月15日                                          | 1994年7月30日新版初版4刷            | ISBN 4-641-00712-8 オンデマンド ISBN 4-641-90373-5 |
| 12-2 | 防衛法                                   | 杉村敏正                   | 1958年5月10日  | －                                                                              | 1958年5月10日初版1刷                | ISBN 4-641-00512-5 オンデマンド ISBN 4-641-90374-3 |
| 13-1 | 公企業法                                 | 山田幸男                   | 1957年8月30日  | －                                                                              | 1957年8月30日初版1刷                | ISBN 4-641-00513-3 オンデマンド ISBN 4-641-90059-0 |
| 13-2 | 公物営造物法                             | 原竜之助                   | 1957年8月30日  | 新版1974年10月30日                                                              | 1994年7月30日新版再版7刷            | ISBN 4-641-00763-2 オンデマンド ISBN 4-641-90375-1 |
| 14   | 公用負担法                               | 柳瀬良幹                   | 1960年2月15日  | 新版1971年                                                                      | －                                  | ISBN 4-641-00714-4                                 |
| 15-1 | 交通法・通信法                           | 園部敏 植村栄治            | 1960年9月20日  | 新版1984年2月25日                                                               | －                                  | ISBN 4-641-00715-2                                 |
| 15-2 | 土地法                                   | 田中二郎                   | 1960年9月20日  | －                                                                              | 1960年9月20日初版1刷                | ISBN 4-641-00515-X オンデマンド ISBN 4-641-90376-X |
| 15-3 | 水法                                     | 金沢良雄                   | 1960年9月20日  | －                                                                              | 1968年12月10日再版5刷               | ISBN 4-641-62787-8 オンデマンド ISBN 4-641-90529-0 |
| 16-1 | 教育法                                   | 兼子仁                     | 1963年8月30日  | 新版1978年7月30日                                                               | 1990年10月30日新版初版10刷          | ISBN 4-641-00716-0 オンデマンド ISBN 4-641-90377-8 |
| 16-2 | 医事・衛生法                             | 磯崎辰五郎 高島学司        | 1963年8月30日  | 新版1979年1月15日                                                               | 1979年1月25新版初版1刷              | ISBN 4-641-00768-3 オンデマンド ISBN 4-641-90530-4 |
| 17   | 民法総則                                 | 川島武宜                   | 1965年10月20日 | －                                                                              | 1994年7月30日初版34刷               | ISBN 4-641-00517-6 オンデマンド ISBN 4-641-90531-2 |
| 18   | 物権法                                   | 舟橋諄一                   | 1960年         | －                                                                              | 1994年7月30日初版49刷               | ISBN 4-641-00518-4 オンデマンド ISBN 4-641-90378-6 |
| 19   | 担保物権法                               | 柚木馨 高木多喜男          | 1958年7月30日  | 新版1974年9月30日 3版1982年9月25日                                              | 1982年9月25日3版1刷                 | ISBN 4-641-00719-5 オンデマンド ISBN 4-641-90115-5 |
| 20   | 債権総論                                 | 於保不二雄                 | 1959年10月15日 | 新版1972年4月30日                                                               | 1994年7月30日新版初版19刷           | ISBN 4-641-00720-9 オンデマンド ISBN 4-641-90532-0 |
| 21   | 契約法                                   | 来栖三郎                   | 1974年9月20日  | －                                                                              | 1994年7月3日初版19刷                | ISBN 4-641-00521-4 オンデマンド ISBN 4-641-90558-4 |
| 22-1 | 事務管理・不当利得                       | 松坂佐一                   | 1957年7月30日  | 新版1973年6月30日                                                               | 1994年7月30日新版初版13刷           | ISBN 4-641-00722-5 オンデマンド ISBN 4-641-90514-2 |
| 22-2 | 不法行為                                 | 加藤一郎                   | 1957年7月30日  | 増補版1974年10月30日                                                            | 1994年7月30日増補版初版21刷         | ISBN 4-641-00764-0 オンデマンド ISBN 4-641-90154-6 |
| 23   | 親族法                                   | 我妻栄                     | 1961年4月10日  | －                                                                              | 1994年8月30日初版42刷               | ISBN 4-641-00523-0 オンデマンド ISBN 4-641-90060-4 |
| 24   | 相続法                                   | 中川善之助 泉久雄          | 1964年6月30日  | 新版1974年8月30日 3版1988年10月30日 4版2000年10月10日                           | －                                  | ISBN 4-641-00774-8                                 |
| 25-1 | 戸籍法                                   | 谷口知平                   | 1957年10月20日 | 新版1973年8月30日 3版1986年5月                                                  | 1994年8月30日3版3刷                 | ISBN 4-641-00725-X オンデマンド ISBN 4-641-90379-4 |
| 25-2 | 不動産登記法                             | 幾代通 徳本伸一補訂        | 1957年10月20日 | 新版初版1971年12月5日 新版再版1982年2月25日 3版1989年4月10日 4版1994年2月28日   | －                                  | ISBN 4-641-63581-1                                 |
| 26   | 借地・借家法                             | 星野英一                   | 1969年7月25日  | －                                                                              | 1991年2月28日初版21刷               | ISBN 4-641-00526-5 オンデマンド ISBN 4-641-90380-8 |
| 27   | 商法総則                                 | 大隅健一郎                 | 1957年2月15日  | 新版1978年9月                                                                   | 1994年7月30日新版初版16刷           | ISBN 4-641-00727-6 オンデマンド ISBN 4-641-90381-6 |
| 28   | 会社法                                   | 鈴木竹雄 竹内昭夫          | 1981年7月25日  | 新版1987年2月25日 3版1994年4月20日                                              | 1994年11月303版2刷                  | ISBN 4-641-00728-4 オンデマンド ISBN 4-641-90142-2 |
| 29   | 商行為法                                 | 西原寛一                   | 1960年4月20日  | 再版1969年6月30日 3版1973年8月30日                                              | 1994年7月10日3版13刷                | ISBN 4-641-00529-X オンデマンド ISBN 4-641-90382-4 |
| 30-1 | 海商法                                   | 石井照久                   | 1964年11月25日 | －                                                                              | 1968年8月20日初版5刷                | ISBN 4-641-00530-3 オンデマンド ISBN 4-641-90562-2 |
| 30-2 | 航空法                                   | 伊沢孝平                   | 1964年         | －                                                                              | 1968年8月20日初版5刷                | ISBN 4-641-00530-3 オンデマンド ISBN 4-641-90562-2 |
| 31   | 保険法                                   | 大森忠夫                   | 1972年4月30日  | 補訂版1985年9月30日                                                             | 1994年8月30日補訂版初版7刷          | ISBN 4-641-00531-1 オンデマンド ISBN 4-641-90383-2 |
| 32   | 手形法・小切手法                         | 鈴木竹雄 前田庸補訂        | 1957年1月10日  | 新版1992年3月30日                                                               | －                                  | ISBN 4-641-00732-2                                 |
| 33-1 | 社債法                                   | 鴻常夫                     | 1958年2月20日  | －                                                                              | 1986年12月20日初版19刷              | ISBN 4-641-00533-8 オンデマンド ISBN 4-641-90384-0 |
| 33-2 | 信託法                                   | 四宮和夫                   | 1958年2月20日  | 増補版1979年8月25日 新版1989年9月10日                                           | －                                  | ISBN 4-641-00769-1                                 |
| 34   | 裁判法                                   | 兼子一 竹下守夫            | 1959年8月30日  | 新版初版1978年12月25日 新版再版1983年1月20日 3版1994年3月30日 4版1999年10月30日 | －                                  | ISBN 4-641-00773-X                                 |
| 35   | 民事訴訟法                               | 三ケ月章                   | 1959年1月30日  | －                                                                              | 1994年8月30日初版44刷               | ISBN 4-641-62692-8 オンデマンド ISBN 4-641-90385-9 |
| 36-1 | 強制執行法 総論                          | 菊井維大                   | 1976年7月30日  | －                                                                              | 1976年7月30日初版1刷                | ISBN 4-641-00536-2 オンデマンド ISBN 4-641-90533-9 |
| 36-2 | 強制執行法 各論                          | 宮脇幸彦                   | 1978年10月25日 | －                                                                              | 1978年10月25日初版1刷               | ISBN 4-641-00562-1 オンデマンド ISBN 4-641-90386-7 |
| 37   | 破産法・和議法                           | 中田淳一                   | 1959年9月20日  | －                                                                              | －                                  | ISBN 4-641-00537-0                                 |
| 38-1 | 人事訴訟手続法・家事審判法               | 山木戸克己                 | 1958年10月30日 | －                                                                              | 昭和43年8月30日初版12刷             | ISBN 4-641-00538-9 オンデマンド ISBN 4-641-90387-5 |
| 38-2 | 民事調停法                               | 小山昇                     | 1958年10月30日 | 新版1977年2月25日                                                               | 1994年7月30日新版初版7刷            | ISBN 4-641-00765-9 オンデマンド ISBN 4-641-90388-3 |
| 38-3 | 仲裁法                                   | 小山昇                     | 1958年10月30日 | 新版1983年11月15日                                                              | 1994年7月30日新版初版2刷            | ISBN 4-641-00771-3 オンデマンド ISBN 4-641-90389-1 |
| 39-1 | 会社更生法                               | 松田二郎                   | 1960年3月20日  | 新版1976年12月                                                                  | 1981年11月10日新版再版1刷           | ISBN 4-641-00739-X オンデマンド ISBN 4-641-90129-5 |
| 39-2 | 競売法                                   | 斎藤秀夫                   | 1960年3月20日  | 再版1968年8月20日                                                               | 1968年8月20日再版1刷                | ISBN 4-641-00539-7 オンデマンド ISBN 4-641-90390-5 |
| 40   | 刑法総論                                 | 木村亀二 阿部純二増補      | 1959年4月25日  | 増補版1978年4月25日                                                             | 1994年9月20日増補版初版10刷         | ISBN 4-641-00740-3 オンデマンド ISBN 4-641-90391-3 |
| 41   | 刑法各論                                 | 団藤重光 平川宗信          | 1961年11月15日 | 新版1980年3月30日 新版追補版1994年9月                                           | －                                  | ISBN 4-641-00741-1                                 |
| 42-1 | 労働刑法総論                             | 荘子邦雄                   | 1959年11月20日 | 新版1975年                                                                      | 1990年9月20日新版初版6刷            | ISBN 4-641-00742-X オンデマンド ISBN 4-641-90392-1 |
| 42-2 | 行政刑法                                 | 福田平                     | 1959年11月20日 | 新版1978年1月                                                                   | 1978年1月25日新版初版1刷            | ISBN 4-641-00766-7 オンデマンド ISBN 4-641-90393-X |
| 42-3 | 特別刑法                                 | 大塚仁                     | 1959年11月20日 | －                                                                              | 1969年11月20日初版1刷               | ISBN 4-641-00542-7 オンデマンド ISBN 4-641-90394-8 |
| 43   | 刑事訴訟法                               | 平野龍一                   | 1968年12月10日 | －                                                                              | 1968年12月10日初版1刷               | ISBN 4-641-00543-5 オンデマンド ISBN 4-641-90515-0 |
| 44-1 | 矯正保護法                               | 平野龍一                   | 1963年1月30日  | －                                                                              | 1963年1月30日初版1刷                | ISBN 4-641-62893-9 オンデマンド ISBN 4-641-90516-9 |
| 44-2 | 少年法                                   | 平場安治                   | 1963年1月30日  | 新版1987年4月10日                                                               | 1994年9月30日新版初版4刷            | ISBN 4-641-00744-6 オンデマンド ISBN 4-641-90175-9 |
| 44-3 | 刑事補償法                               | 高田卓爾                   | 1963年1月30日  | －                                                                              | 1963年1月30日初版1刷                | ISBN 4-641-00544-3 オンデマンド ISBN 4-641-90395-6 |
| 45   | 労働法総論                               | 石井照久 萩沢清彦増補      | 1957年10月30日 | 増補版1979年7月                                                                 | －                                  | ISBN 4-641-00545-1                                 |
| 46   | 労働組合法                               | 石川吉右衛門               | 1978年10月25日 | 1990年9月                                                                       | 1994年8月30日初版8刷                | ISBN 4-641-00546-X オンデマンド ISBN 4-641-90565-7 |
| 47   | 労働基準法                               | 有泉亨                     | 1963年         | －                                                                              | 1068年4月10日初版9刷                | ISBN 4-641-62947-1 オンデマンド ISBN 4-641-90517-7 |
| 48-1 | 労働関係調整法                           | 野村平爾                   | 1960年2月15日  | －                                                                              | 1967年4月10日初版8刷                | ISBN 4-641-00548-6 オンデマンド ISBN 4-641-90396-4 |
| 48-2 | 公共企業体等労働関係法、公務員労働関係法 | 峯村光郎                   | 1960年2月15日  | 新版1972年                                                                      | 1990年9月20日新版初版8刷!           | ISBN 4-641-00762-4 オンデマンド ISBN 4-641-90397-2 |
| 49   | 社会保障法                               | 吾妻光俊                   | 1957年8月20日  | 改訂版1971年                                                                    | 1970年6月30日再版1刷                | ISBN 4-641-63220-0 オンデマンド ISBN 4-641-90563-0 |
| 50   | 農業法                                   | 加藤一郎                   | 1985年7月30日  | －                                                                              | －                                  | ISBN 4-641-00550-8                                 |
| 51   | 鉱業法                                   | 我妻榮 豊島陞              | 1958年9月30日  | －                                                                              | 1994年8月30日復刻版2刷              | ISBN 4-641-00551-6 オンデマンド ISBN 4-641-90398-0 |
| 52-1 | 経済法                                   | 金沢良雄                   | 1961年8月30日  | 新版1980年10月25日                                                              | 1983年2月15日新版初版3刷            | ISBN 4-641-00752-7 オンデマンド ISBN 4-641-90399-9 |
| 52-2 | 独占禁止法                               | 今村成和                   | 1961年8月30日  | 新版1978年6月30日                                                               | 1994(1994)年8月30日新版初版12刷発行 | ISBN 4-641-00767-5 オンデマンド ISBN 4-641-90548-7 |
| 53-1 | 証券取引法                               | 鈴木竹雄 河本一郎          | 1968年5月20日  | 新版1984年12月20日                                                              | 1987年10月20日新版初版5刷           | ISBN 4-641-00753-5 オンデマンド ISBN 4-641-90050-7 |
| 53-2 | 金融法                                   | 西原寛一                   | 1968年5月20日  | －                                                                              | 1968年5月20日初版1刷                | ISBN 4-641-00553-2 オンデマンド ISBN 4-641-90534-7 |
| 54-1 | 工業所有権法                             | 豊崎光衛                   | 1960年10月30日 | 新版1975年3月30日 新版・増補1980年3月30日                                       | －                                  | ISBN 4-641-00754-3                                 |
| 54-2 | 著作権法                                 | 山本桂一                   | 1969年1月15日  | －                                                                              | 1969年1月15日初版1刷                | ISBN 4-641-00561-3 オンデマンド ISBN 4-641-90400-6 |
| 54-3 | 協同組合法                               | 上柳克郎                   | 1960年10月30日 | 復刻版1994年9月30日                                                             | 1994年9月30日復刻版1刷              | ISBN 4-641-00554-0 オンデマンド ISBN 4-641-90401-4 |
| 55   | 国際法Ｉ                                 | 田畑茂二郎                 | 1957年11月30日 | 新版1973年5月20日                                                               | 1994年9月20日新版初版10刷           | ISBN 4-641-00755-1 オンデマンド ISBN 4-641-90402-2 |
| 56   | 国際法II                                 | 横田喜三郎                 | 1958年3月5日   | 新版1972年2月29日                                                               | 1994年9月30日新版初版10刷           | ISBN 4-641-00756-X オンデマンド ISBN 4-641-90535-5 |
| 57   | 国際法III                                | 田岡良一                   | 1959年7月30日  | 新版1973年12月20日                                                              | －                                  | ISBN 4-641-00757-8                                 |
| 58   | 国際組織法                               | 高野雄一                   | 1961年12月15日 | 新版1975年9月20日                                                               | 1975年9月20日新版初版1刷            | ISBN 4-641-00758-6 オンデマンド ISBN 4-641-90538-X |
| 59-1 | 国際私法総論                             | 池原季雄                   | 1973年7月20日  | －                                                                              | －                                  | ISBN 4-641-00570-2                                 |
| 59-2 | 国籍法                                   | 江川英文 山田鐐一 早田芳郎 | 1973年7月10日  | 新版1989年4月30日 3版1997年7月                                                  | －                                  | ISBN 4-641-00772-1                                 |
| 60   | 国際私法各論                             | 折茂豊                     | 1959年2月28日  | 新版1972年5月25日                                                               | 1985年6月30日新版初版10刷           | ISBN 4-641-00760-8 オンデマンド ISBN 4-641-90403-0 |
| 別巻 | 法律学全集綜合総索引                     | －                         | 1986年1月      | －                                                                              | －                                  | ISBN 4-641-00563-X                                 |